# Lagynochthonius tonkinensis
Espèce
Synonymes
- Tyrannochthonius tonkinensis Beier, 1951

Lagynochthonius tonkinensis est une espèce de pseudoscorpions de la famille des Chthoniidae.

## Distribution
Cette espècese rencontre au Viêt Nam, en Thaïlande, en Chine et au Laos.

## Étymologie
Son nom d'espèce, composé de tonkin et du suffixe latin -ensis, « qui vit dans, qui habite », lui a été donné en référence au lieu de sa découverte, le Tonkin.

## Publication originale
- Beier, 1951 : Die Pseudoscorpione Indochinas. Mémoires du Muséum National d'Histoire Naturelle, Paris, nouvelle série, vol. 1, p. 47-123.